# Дауделл, Шанавия
Шанавия Эверил Дауделл (англ. Shanavia Averiel Dowdell; родилась 10 сентября 1987 года в Калире, штат Алабама, США) — американская профессиональная баскетболистка, выступала в женской национальной баскетбольной лиге. Она была выбрана на драфте ЖНБА 2010 года во втором раунде под восемнадцатым номером командой «Вашингтон Мистикс». Играла в амплуа тяжёлого форварда. В 2012 году была включена в сборную всех звёзд ЖНБЛ.

## Ранние годы
Шанавия Дауделл родилась 10 сентября 1987 года в городе Калира (штат Алабама) в семье Эндрю и Ареты Дауделл, у неё есть три брата, Кевин, Фанандо и Демаркус и сестра, Тамирия, а училась там же в одноимённой средней школе, в которой выступала за местную баскетбольную команду.